# Mai 1994
Acest articol este generat integral pe baza informațiilor din articolul 1994 și este actualizat periodic de un robot.
 Editările făcute în articol vor fi șterse la următoarea actualizare! Dacă doriți să faceți modificări, editați articolul-sursă.

ianuarie -
februarie -
martie -
aprilie -
mai -
iunie -
iulie -
august -
septembrie -
octombrie -
noiembrie -
decembrie
Mai 1994 a fost a cincea lună a anului și a început într-o zi de duminică.

## Evenimente

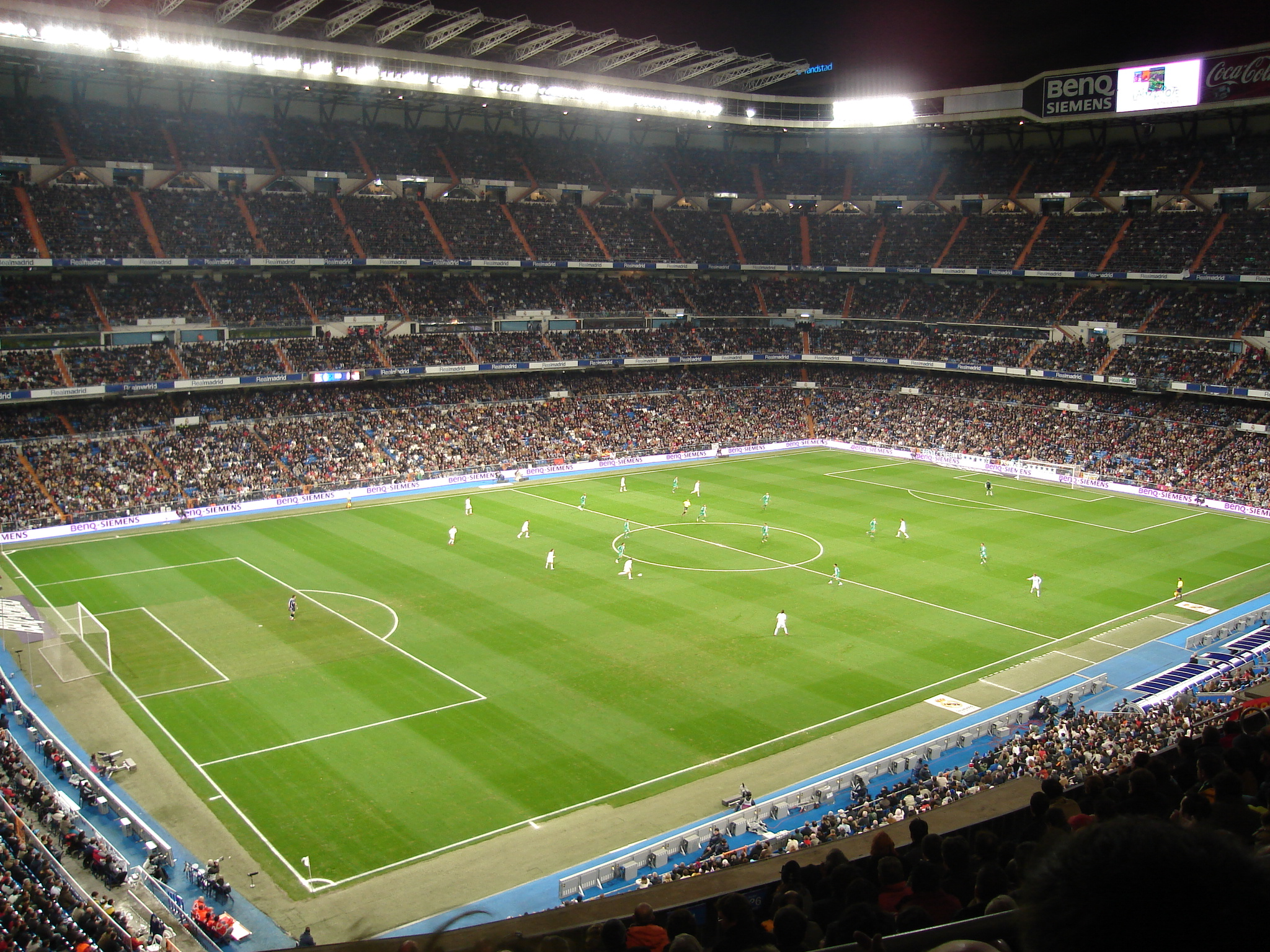
7 mai: Este terminată reconstrucția stadionului Santiago Bernabéu din Madrid.

- 6 mai: Este inaugurat tunelul care leagă Franța de Marea Britanie.
- 7 mai: Este terminată reconstrucția Stadionului Santiago Bernabéu din Madrid.
- 10 mai: Nelson Mandela devine primul președinte de culoare al Africii de Sud.
- 11 mai: România semnează protocolul la Convenția Europeană a Drepturilor Omului și Libertăților Fundamentale considerat document cheie al Convenției, și care prevede, printre altele, dreptul cetățenilor de a se adresa Curții Drepturilor Omului.
- 14 mai: Este inaugurat Hotelul Sofitel din complexul World Trade Center din București.
- 18 mai: Jocul piramidal Caritas se prăbușeste. Patronul Caritasului, Ioan Stoica, anunță închiderea circuitului.

## Nașteri
- 1 mai: Cristina Enache, handbalistă română
- 2 mai: Alexander Choupenitch, scrimer ceh
- 2 mai: Sara Maria Forsberg, actriță, cântăreață, compozitoare, youtuberiță și prezentatoare de televiziune finlandeză
- 5 mai: Mattia Caldara, fotbalist italian
- 6 mai: Mateo Kovačić, fotbalist croat
- 6 mai: Riad Bajić, fotbalist bosniac (atacant)
- 9 mai: Dya (Diana Ioana Prepeliță), cântăreață română
- 9 mai: Pancio Paskov, scrimer bulgar
- 11 mai: Kseniia Pantelieieva, scrimeră ucraineană
- 14 mai: Marcos Aoás Corrêa, fotbalist brazilian
- 15 mai: Steliano Filip, fotbalist român (atacant)
- 16 mai: Diana-Anda Buzoianu, politiciană
- 18 mai: Clint Capela, baschetbalist elvețian
- 20 mai: Piotr Sebastian Zieliński, fotbalist polonez
- 21 mai: Tom Daley (Thomas Robert Daley), sportiv britanic (sărituri în apă)
- 24 mai: Dan Spătaru, fotbalist din Republica Moldova
- 24 mai: Dan Spătaru, fotbalist moldovean
- 27 mai: Aymeric Laporte (Aymeric Jean Louis Gérard Alphonse Laporte), fotbalist francez
- 27 mai: João Cancelo (João Pedro Cavaco Cancelo), fotbalist portughez
- 28 mai: John Stones, fotbalist englez
- 28 mai: George Andrei Miron, fotbalist român
- 28 mai: Q6739952, jucătoare de tenis japoneză
- 28 mai: Alec Benjamin, cântăreț-compozitor american
- 30 mai: Iulian Roșu, fotbalist român
- 30 mai: Madeon, artist francez de muzică electronică

## Decese
Moses Rosen, 81 ani, rabin evreu (n. 1912)
Aharon Iariv, 73 ani, politician israelian (n. 1920)
Ion Aurel Stoica, 51 ani, politician român (n. 1943)
George Peppard, 65 ani, actor american (n. 1928)
Lucebert (n. Lubertus Jacobus Swaanswijk), 69 ani, pictor din Țările de Jos (n. 1924)
Erik Erikson, 91 ani, psiholog și psihanalist de etnie germană (n. 1902)
Royal Dano, actor american (n. 1922)
Jacqueline Kennedy Onassis (n. Jacqueline Lee Bouvier), 64 ani, soția președintelui american John F. Kennedy (n. 1928)
Giovanni Goria, 50 ani, politician italian (n. 1943)
Ștefan Tapalagă, actor român (n. 1933)
Tiberiu Utan, 64 ani, poet român (n. 1930)
Erich Honecker (Erich Ernst Paul Honecker), 81 ani, comunist german, președinte al RDG (1971-1989), (n. 1912)
Juan Carlos Onetti, 84 ani, romancier uruguayan (n. 1909)